# スティーブン・アダムズ (バスケットボール)
スティーブン・フナキ・パエア・ヘ・オファ・キ・ロア・アダムズ（Steven Funaki Paea He Ofa Ki Loa Adams, 1993年7月20日 - ）は、ニュージーランド・ロトルア出身のプロバスケットボール選手。NBAのヒューストン・ロケッツに所属している。ポジションはセンター。愛称は「アクアマン」。

## 経歴

### 生い立ち
18人兄姉の末っ子として生まれたスティーブンは、子供の頃はオールブラックス入りを夢見てラグビー選手を目指していたという。13歳の頃からバスケットボールを始め、16歳で国内リーグでデビュー。高校大学に通いながらプロ選手として活躍し、2011年には国内リーグのウェリントン・セインツで優勝を経験した。

### カレッジ
その後知人の紹介で渡米。マサチューセッツ州の高校に留学し、大学はピッツバーグ大学に進学。2012-13シーズンビッグイースト・カンファレンスのルーキーチームに選出された。そしてアダムズは、2013年のNBAドラフトにアーリーエントリーを表明。ドラフトでは12位でオクラホマシティ・サンダーから指名された。

### オクラホマシティ・サンダー
1年目の2013-14シーズンは、シーズン途中に不調のケンドリック・パーキンスに代わり先発に起用されて奮闘し、NBAオールルーキーチームのセカンドチームに選出された。
その後はラッセル・ウェストブルック、ケビン・デュラントと共に、チームを牽引。
2016-17シーズン開幕前の2016年10月31日、サンダーと4年総額1億ドルで契約を延長した。

### ニューオーリンズ・ペリカンズ
2020-21シーズン開幕前の11月にデンバー・ナゲッツ、ミルウォーキー・バックスも絡む4球団のトレードでニューオーリンズ・ペリカンズに移籍し、直後に2023年夏までの2年3500万ドルで契約延長した。2021年1月6日のサンダー戦で自身最多の10アシストかつ自身初のトリプルダブルを記録した。

### メンフィス・グリズリーズ
2021年8月7日に3チーム間のトレードでメンフィス・グリズリーズへ移籍した。
2023年1月23日のサンズ戦でルーズボールダイブをした際に右膝の後十字靭帯を捻挫したために、3〜5週間を欠場すると発表。同年10月22日、同箇所の手術のために2023-24シーズンを全休すると発表した。

### ヒューストン・ロケッツ
2024年2月1日にビクター・オラディポと3つのドラフト2巡目指名権とのトレードでヒューストン・ロケッツへ移籍した。

## 選手としての特徴
- フリースロー成功率は60%未満で、スリーポイントはほとんど試投しない、いわゆる「オールドスクール」と呼ばれるセンターである[12]。
- 献身的なスクリーンと基本に忠実なピックアンドロールでラッセル・ウェストブルックやジャ・モラントなどのドライブでペイントエリアに切り込むスラッシャータイプのポイントガードと相性が良いと評価されることが多い。

## 人物
- 「ワンピース」をはじめとした日本アニメの大ファンであることを公言している。
- 2018年に公開された映画「アクアマン」でジェイソン・モモアが演じた主人公アクアマンと容姿が似ていることから、アクアマンの愛称で親しまれている。
- 9歳上の姉は、同国の砲丸投選手で、オリンピックで2度の金メダル獲得を誇るバレリー・アダムズである。

## 個人成績

### NBA

#### レギュラーシーズン
| シーズン | チーム | GP             | GS             | MPG            | FG%            | 3P%            | FT%            | RPG            | APG            | SPG            | BPG            | PPG            |
| -------- | ------ | -------------- | -------------- | -------------- | -------------- | -------------- | -------------- | -------------- | -------------- | -------------- | -------------- | -------------- |
| 2013–14  | OKC    | 81             | 20             | 14.8           | .503           | ---            | .581           | 4.1            | .5             | .5             | .7             | 3.3            |
| 2014–15  | OKC    | 70             | 67             | 25.3           | .544           | .000           | .502           | 7.5            | .9             | .5             | 1.2            | 7.7            |
| 2015–16  | OKC    | 80             | 80             | 25.2           | .613           | ---            | .582           | 6.7            | .8             | .5             | 1.1            | 8.0            |
| 2016–17  | OKC    | 80             | 80             | 29.9           | .571           | .000           | .611           | 7.7            | 1.1            | 1.1            | 1.0            | 11.3           |
| 2017–18  | OKC    | 76             | 76             | 32.7           | .629           | .000           | .559           | 9.0            | 1.2            | 1.2            | 1.0            | 13.9           |
| 2018–19  | OKC    | 80             | 80             | 33.4           | .595           | .000           | .500           | 9.5            | 1.6            | 1.5            | 1.0            | 13.9           |
| 2019–20  | OKC    | 63             | 63             | 26.7           | .592           | .333           | .582           | 9.3            | 2.3            | .8             | 1.1            | 10.9           |
| 2020–21  | NOP    | 58             | 58             | 27.7           | .614           | .000           | .444           | 8.9            | 1.9            | .9             | .7             | 7.6            |
| 2021–22  | MEM    | 76             | 75             | 26.3           | .547           | .000           | .543           | 10.0           | 3.4            | .9             | .8             | 6.9            |
| 2022–23  | MEM    | 42             | 42             | 27.0           | .597           | .000           | .364           | 11.5           | 2.3            | .9             | 1.1            | 8.6            |
| 2023–24  | MEM    | 負傷により全休 | 負傷により全休 | 負傷により全休 | 負傷により全休 | 負傷により全休 | 負傷により全休 | 負傷により全休 | 負傷により全休 | 負傷により全休 | 負傷により全休 | 負傷により全休 |
| 2023–24  | HOU    | 負傷により全休 | 負傷により全休 | 負傷により全休 | 負傷により全休 | 負傷により全休 | 負傷により全休 | 負傷により全休 | 負傷により全休 | 負傷により全休 | 負傷により全休 | 負傷により全休 |
| 2024–25  | HOU    | 58             | 3              | 13.7           | .545           | .000           | .462           | 5.6            | 1.1            | .4             | .5             | 3.9            |
| 通算     | 通算   | 764            | 644            | 25.8           | .586           | .059           | .533           | 8.0            | 1.5            | .8             | .9             | 8.8            |

#### プレーオフ
| シーズン | チーム | GP | GS | MPG  | FG%  | 3P%  | FT%  | RPG  | APG | SPG | BPG | PPG  |
| -------- | ------ | -- | -- | ---- | ---- | ---- | ---- | ---- | --- | --- | --- | ---- |
| 2014     | OKC    | 18 | 0  | 18.4 | .689 | ---  | .348 | 4.1  | .2  | .1  | 1.3 | 3.9  |
| 2016     | OKC    | 18 | 18 | 30.7 | .613 | .000 | .630 | 9.5  | .7  | .5  | .8  | 10.1 |
| 2017     | OKC    | 5  | 5  | 31.4 | .643 | ---  | .364 | 6.9  | 1.4 | 1.2 | 1.8 | 8.0  |
| 2018     | OKC    | 6  | 6  | 33.3 | .587 | ---  | .692 | 7.5  | 1.5 | .7  | .7  | 10.5 |
| 2019     | OKC    | 5  | 5  | 31.8 | .667 | .000 | .375 | 7.2  | 1.4 | 1.0 | 1.0 | 11.8 |
| 2020     | OKC    | 7  | 7  | 30.0 | .596 | .000 | .450 | 11.6 | 1.3 | .6  | .3  | 10.1 |
| 2022     | MEM    | 7  | 5  | 16.3 | .429 | ---  | .545 | 6.4  | 2.1 | .1  | .1  | 3.4  |
| 2025     | HOU    | 7  | 0  | 22.1 | .600 | ---  | .533 | 6.6  | .6  | .4  | 1.1 | 5.7  |
| 通算     | 通算   | 73 | 46 | 25.7 | .614 | .000 | .534 | 7.3  | .9  | .5  | .9  | 7.5  |

#### 1試合最多記録
- 得点：27（2017年12月1日）
- リバウンド：23（2018年12月19日）
- アシスト：10（2021年1月6日）
- スティール：6（2014年3月24日）
- ブロック：6（2014年11月16日）

### カレッジ
| シーズン | チーム       | GP | GS | MPG  | FG%  | 3P% | FT%  | RPG | APG | SPG | BPG | PPG |
| -------- | ------------ | -- | -- | ---- | ---- | --- | ---- | --- | --- | --- | --- | --- |
| 2012–13  | ピッツバーグ | 32 | 32 | 23.4 | .571 | --- | .443 | 6.3 | .6  | .7  | 2.0 | 7.2 |